# Gray (Haute-Saône)
Gray település Franciaországban, Haute-Saône megyében. Lakosainak száma 5455 fő (2022. január 1.). Gray Rigny, Ancier, Arc-lès-Gray, Battrans, Champvans, Cresancey, Esmoulins, Gray-la-Ville, Noiron, Saint-Broing és Velet községekkel határos.

## Népesség
A település népességének változása:
| Lakosok száma | 5555 | 5484 | 5860 | 5512 | 5541 | 5553 | 5560 | 5551 | 5455 |
|               | 2013 | 2015 | 2016 | 2017 | 2018 | 2019 | 2020 | 2021 | 2022 |